# Nimm, was dein ist, und gehe hin

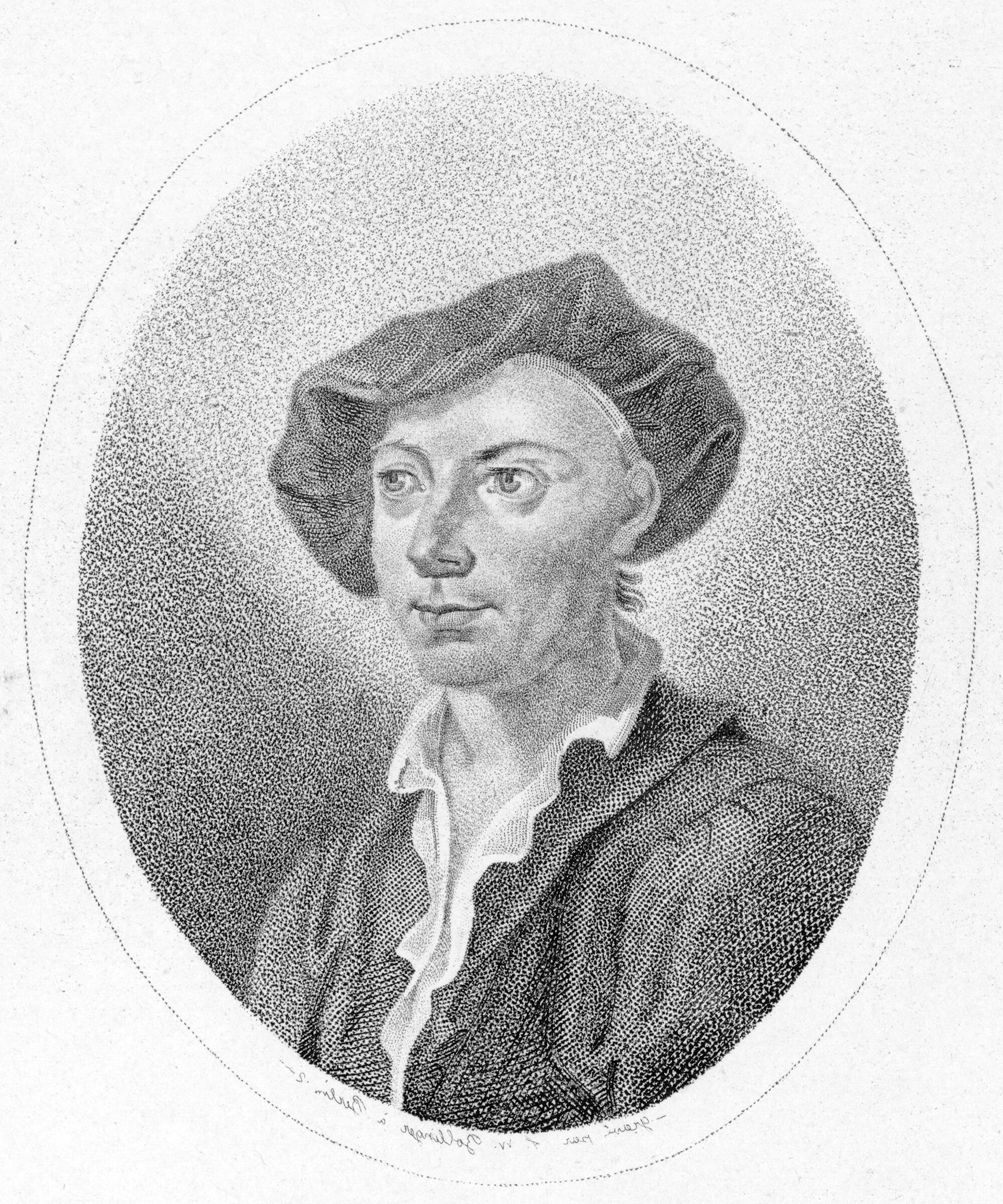
Friedrich Wilhelm Marpurg

Nimm, was dein ist, und gehe hin (Prends ce qui est à toi et va-t'en !) (BWV 144) est une cantate de Johann Sebastian Bach composée à Leipzig en 1724.

## Histoire et livret
Bach écrivit la cantate durant sa première année à Leipzig à l'occasion du Septuagésime, le troisième dimanche avant le mercredi des Cendres et la dirigea le 6 février 1724. Pour cette destination liturgique, deux autres cantates ont franchi le seuil de la postérité : les BWV 84 et 92. Les lectures prescrites du jour étaient Cor. 9:24 –  10:5, et Mat. 20:1-16, la parabole des ouvriers de la onzième heure. Le poète inconnu ne retient de l'Évangile que l'idée qu'il faut se satisfaire de son sort et se soumettre à la volonté de Dieu « Genügsamkeit » (la modestie) étant le mot essentiel. Le chœur d'ouverture est basé sur le verset 14 de l'Évangile et le troisième mouvement reprend la troisième strophe du choral Was Gott tut, das ist wohlgetan de Samuel Rodigast. Le choral final reprend quant à lui la première strophe  du Was mein Gott will, das g'scheh allzeit de Albert de Brandebourg (1547).

## Structure et instrumentation
La cantate est écrite pour deux hautbois, hautbois d'amour, deux violons, alto et basse continue avec trois voix solistes (soprano, alto, ténor) et un chœur à quatre voix.
Il y a six mouvements :
1. chœur : Nimm, was dein ist, und gehe hin
2. aria (alto) : Murre nicht, lieber Christ
3. choral : Was Gott tut, das ist wohlgetan
4. récitatif (ténor) : Wo die Genügsamkeit regiert
5. aria (soprano, hautbois d'amour) : Genügsamkeit ist ein Schatz in diesem Leben
6. choral : Was mein Gott will, das g'scheh allzeit

## Musique
Bach composa la très courte citation de la Bible du chœur d'ouverture comme une fugue en forme de motet avec les instruments jouant colla parte, attirant ainsi l'attention sur le texte. La phrase « Gehe hin » (va-t'en) est d'abord présentée dans la partie lente du thème, puis comme un contre-sujet répété deux fois et quatre fois plus vite qu'auparavant. En 1760 le musicologue Friedrich Wilhelm Marpurg admirait déjà l'ouverture de la cantate et la « splendide déclamation que le compositeur avait placée dans le mouvement principal ». Bach répète la figure « gehe hin »  soixante fois en soixante huit mesures. La première aria possède un caractère de menuet et dans Murre nicht, lieber Christ, la grogne est illustrée par une répétition de huit notes de la part de l'accompagnement. Le troisième mouvement est la première strophe du choral Was Gott tut, das ist wohlgetan que Bach utilisera entièrement plus tard cette même année pour sa cantate chorale BWV 99 et de nouveau dans les années 1730 pour la cantate BWV 100. Les mots « Was Gott tut, das ist wohlgetan » sont répétés en arioso libre dans le récitatif suivant. L'aria de la soprano est accompagnée par le hautbois d'amour obligé. À la place d'un da capo, l'ensemble du texte est repris en une variation musicale. Le choral final est disposé pour quatre parties.

## Source
- (de)/(en) Cet article est partiellement ou en totalité issu des articles intitulés en allemand « Nimm, was dein ist, und gehe hin » (voir la liste des auteurs) et en anglais « Nimm, was dein ist, und gehe hin, BWV 144 » (voir la liste des auteurs).